# Manasi Girishchandra Joshi
Manasi Girishchandra Joshi (* 11. Juni 1989 in Rajkot, Gujarat, auch Manasi Nayana Joshi) ist eine indische Badmintonspielerin. Sie hat durch einen Motorradunfall ein Bein verloren und startet im Parabadminton in der Startklasse SL3 im Einzel und Mixed. Joshi strebt die Teilnahme an den Sommer-Paralympics 2020 an.

## Leben
Manasi Joshi ist die Tochter eines Wissenschaftlers des Bhabha Atomic Research Centre bei Mumbai. Sie studierte am K. J. Somaiya College of Engineering, das der University of Mumbai angegliedert ist, Elektronik und graduierte 2010 zum Bachelor of Engineering. Anschließend arbeitete sie als Software-Entwicklerin bei Atos India. Im Dezember 2011 wurde sie auf dem Weg zum Arbeitsplatz bei einem Motorradunfall so schwer verletzt, dass ihr linkes Bein amputiert werden musste. 2017 zog sie nach Ahmedabad, wo sie in der Ahmedabad Cooperative Bank arbeitet.

## Sportliche Laufbahn
Bereits im Alter von sechs Jahren begann Manasi Joshi mit ihrem Vater Badminton zu spielen. Nach ihrem Unfall gehörte Parabadminton zum Rehabilitationsprogramm. Seit 2014 betreibt Joshi es als Leistungssport und im Dezember desselben Jahres gewann sie bei der nationalen Parabadminton-Meisterschaft die Silbermedaille im Einzel.
Joshis erster internationaler Titelwettkampf war die Badminton-Weltmeisterschaft für Behinderte 2015 in Stoke Mandeville. Sie unterlag im Mixed-Finale mit ihrem Partner Rakesh Pandey den Indern Raj Kumar und Parul Dalsukhbhai Parmar. Im südkoreanischen Ulsan reichte es bei der Parabadminton-WM 2017 nur für Bronze im Einzel, Joshi unterlag im Halbfinale der späteren Weltmeisterin Parul Dalsukhbhai Parmar. Auch bei den Para-Asienspielen 2018 in Jakarta holte Joshi gegen Parmar nur Bronze. Beide Athletinnen trafen im Einzelfinale der Badminton-Weltmeisterschaft für Behinderte 2019 in Basel erneut aufeinander. Dieses Mal konnte Joshi sich durchsetzen und gewann den Weltmeistertitel.
Manasi Joshi wird von Pullela Gopichand trainiert und ist seit 2018 in der Gopichand Badminton Academy in Hyderabad eingeschrieben.